# Franz Ernst Neumann
Pour les articles homonymes, voir Neumann.
Franz Ernst Neumann (11 septembre 1798-23 mai 1895) est un minéralogiste, physicien et mathématicien prussien.

## Biographie
Neumann naît à Joachimsthal, à l'époque en royaume de Prusse. Franz Ernst Neumann est le fils de la comtesse divorcée Charlotte Friderike Wilhelmine von Mellin, née von Kahlden (de). (1753-1830), et son gestionnaire de patrimoine Franz Ernst Neumann. En 1814, il abandonne ses études au gymnasium de Berlin pour s'engager dans le 9e régiment de grenadiers lors de la campagne contre Napoléon. Il est assez sérieusement blessé à la bataille de Ligny et doit conserver le lit de nombreuses semaines. À la fin de la guerre il retourne au gymnasium puis il entre à l'université de Berlin comme étudiant en théologie mais rapidement il se tourne vers des sujets scientifiques.
Ses premiers articles concernent principalement la cristallographie et lui valent d'être pris comme privat-docent à l'université de Königsberg où il devient professeur assistant de minéralogie et de physique en 1828 puis est titularisé en 1829 grâce à l'appui de Friedrich Wilhelm Bessel. En 1831 il étudie la chaleur massique et publie une extension de la loi de Dulong et Petit aux corps composés. Pendant ses études, il devient membre de l'Urburschenschaft.
À partir de 1832 Neumann travaille sur la théorie ondulatoire de la lumière. Il parvient à des résultats analogues à ceux de Cauchy et formule une loi de la double réfraction similaire à celle de Fresnel. Il s'attache ensuite à énoncer mathématiquement les conditions à l'interface de deux matériaux cristallins.
Il se tourne ensuite vers l'électrodynamique, et publie en 1845 et 1847 deux articles établissant les lois de l'induction. Ses articles sont antérieurs à ceux d'Hermann Ludwig von Helmholtz et de Lord Kelvin montrant que l'induction peut être traitée par l'intermédiaire de la conservation de l'énergie.
Neumann publie peu, la plupart de ses travaux sont exposés dans ses cours, il fonde avec Carl Gustav Jacobi, en 1834, les séminaires mathematisch-physikalisches, Jacobi donne les cours de mathématiques tandis que Neumann s'occupe de ceux de mathématique physique. Peu d'étudiants ont produit des recherches originales dans ces séminaires, à l'exception notable de Gustav Kirchhoff qui établit les lois de Kirchhoff sur la base d'un projet de recherche établi pendant ces séminaires. Plusieurs autres séminaires seront établis en Allemagne en prenant comme modèle le  mathematisch-physikalisches de Neumann et Jacobi. En 1862, il devient membre étranger de la Royal Society.
Son fils, Carl Gottfried Neumann, est lui aussi mathématicien. Neumann se retire de l'enseignement en 1876. Il meurt à Königsberg en 1893 à l'âge de 95 ans.